# Polytrichadelphus
Polytrichadelphus là một chi rêu trong họ Polytrichaceae.